# Menesida
Menesida – rodzaj chrząszczy z rodziny kózkowatych i podrodziny zgrzypikowych.

## Zasięg występowania
Przedstawiciele tego rodzaju występują w Azji Południowo-Wschodniej.

## Systematyka
Do Menesida należy 14 gatunków:
- Menesida atricolor
- Menesida bankaensis
- Menesida bicoloripes
- Menesida carinifrons
- Menesida flavipennis
- Menesida fuscicornis
- Menesida fuscipennis
- Menesida marginalis
- Menesida nigripes
- Menesida nigrita
- Menesida planifrons
- Menesida rufula
- Menesida testaceipennis
- Menesida yoshikawai.